# Kchaj-jüan (Liao-ning)
Městský okres Kchaj-jüan (čínsky pchin-jinem Kāiyuán, znaky zjednodušené 开原, tradiční 開原) patří pod městskou prefekturu Tchie-ling v provincii Liao-ning v Čínské lidové republice. Má rozlohu 2525 čtverečních kilometrů a žije v něm téměř šest set tisíc obyvatel.
Kchaj-jüan leží na severovýchodě Liao-ningu v centrální části prefektury Tchie-ling na východním břehu středního toku řeky Liao.V rámci prefektury Tchie-ling obklopuje městský obvod Čching-che, hraničí s okresem Si-feng na severovýchodě, okresem Čchang-tchu na severozápadě a okresem Tchie-ling na jihu a jihozápadě.